# 亚利桑那州太阳走廊

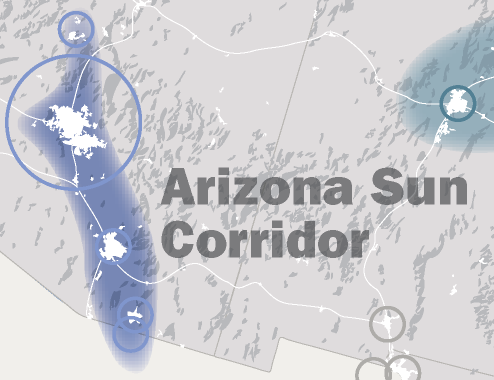
亚利桑那州太阳走廊地圖

亚利桑那州太阳走廊（英文：Arizona Sun Corridor，簡稱：Sun Corridor）是一個位於美國亚利桑那州的地帶，亦是美國其中一個特大區域。

## 概述
亚利桑那州太阳走廊是美國2050項目列出的十一個特大區域的其中一個。太阳走廊是美國增长速度最快的特大區域之一，並且專家預測其人口於2040年將會翻倍。太阳走廊中最大的都會區為凤凰城都会区太阳谷和圖森都会区。太阳走廊的大部份定居點皆位於一個環境類似沙漠的山谷中。太阳走廊有如南加利福尼亚般，其城市区域延伸到墨西哥境內。 

## 地理與位置
太阳走廊以凤凰城北部作起點，一直延伸至美墨邊界。太阳走廊的人口主要居住於走廊中四个主要的都會区，而這四個都會区分別為凤凰城、圖森、普雷斯科特和諾加利斯。在这些都會区之中，其中兩個都會区擁有逾1,000,000人口，它們分別為擁有4,192,887人口的凤凰城都会区，以及擁有1,020,200人口的圖森。完全位於太阳走廊內的縣份為馬里科帕縣、皮納爾縣和皮馬縣，而部份位於太阳走廊內的縣份則有亞瓦派縣、聖克魯斯縣和科奇斯縣。
亚利桑那州太阳走廊的北面和西面皆為索诺兰沙漠，南面為美國與墨西哥之間的疆界，而東面則是亚利桑那州过渡区和亚利桑那州的一些山脈。

## 人口和面積
亚利桑那州太阳走廊擁有8個縣，面積約為48,803平方英里，人口為5,653,766人（2010年人口普查），其人口密度為每平方英里93人。逾86%亚利桑那州居民都居住於太阳走廊中，以及約2%美國居民居住於太阳走廊中。據估計，太阳走廊於2025年的人口將上升至7,362,613人，相比於2000年的人口增加了62%；而於2050年，太阳走廊的人口將上升至12,319,771人，相比於2025年的人口增加了67%。太阳走廊的人口和面積均與印第安纳州相若。

## 經濟
於2005年，太阳走廊的生產總值為$1,910億美元，佔整個亚利桑那州的生產總值約74%。而太阳走廊的人均生產總值則為$42,000美元。 亚利桑那州太阳走廊的經濟體大小與爱尔兰、芬兰和新西兰的差不多。太阳走廊的主要工業為医疗保健和交通運輸。